# Partit de Centre (Noruega)
El Partit de Centre (noruec Senterpartiet) és un partit polític de Noruega fundat el 1920. Fins al 1959 es deia Bondepartiet ("Partit dels Agricultors"). La política del partit no es basa en cap de les grans ideologies dels segles XIX i XX, però té un enfocament descentralitzat en el manteniment del desenvolupament econòmic i la presa de decisions polítiques. Des de 1972, ha mantingut una oposició total al fet que Noruega esdevingui membre de la Unió Europea.
El partit ha donat suport als governs de coalició, laboristes o no; entre 1930 i 2000 el Partit del Centre ha participat en set governs, tres dels quals van ser dirigits per un primer ministre del partit. Tanmateix, fins al 2005, el partit s'han sumat a governs no socialistes.
Durant les vuit dècades des que fou creat com una facció política d'una organització agrària noruega, el partit ha canviat molt. Només uns pocs anys després de la creació, el partit va trencar amb l'organització mare van començar a desenvolupar una política basada en la descentralització, deixant de banda l'una única mentalitat política agrària, com la que han desenvolupat molts altres partits centreeuropeus.
Després de les eleccions legislatives noruegues de 2005 el va postular per formar part del govern Partit Laborista Noruec i el Partit Socialista d'Esquerra (SV), de manera que el Partit del Centre constitueix la "part verda" que Coalició roja-verde. La coalició va aconseguir el vot la majoria dels escons al Storting, i les negociacions continaren amb l'objectiu de formar un gabinet de coalició encapçalat pel líder laborista Jens Stoltenberg. Aquestes negociacions van tenir èxit i el Partit del Centre van entrar al gabinet de 17 d'octubre de 2005, amb quatre ministeris.ref>Nergaard, Kristine. «New government halts deregulation of employment protection» (en anglès).   Eurofund, 25-10-2005. [Consulta: 5 març 2025].</ref> A les eleccions legislatives noruegues de 2009 del 14 de setembre Stoltenberg fou reelegit amb la mateixa coalició.
Els resultats a les eleccions legislatives noruegues de 2013 van donar via lliure a un canvi de govern després de dotze anys, ja que el bloc conservador va obtenir més de la meitat dels vots i dels escons, malgrat que els laboristes continuessin com a partit més votat. El Partit Conservador també va superar en vots al Partit del Progrés, situant-lo com al principal partit de dretes. D'altra banda, el Partit Ecologista va aconseguir entrar per primera vegada al Parlament, desalineant-se de qualsevol dels dos blocs.
El govern de coalició del Partit Laborista i el Partit del Centre encapçalat pel laborista Jonas Gahr Støre sorgit de les eleccions legislatives noruegues de 2021 es va enfonsar el 28 de gener de 2025 després que l'euroescèptic Partit de Centre abandonés la coalició després de setmanes de disputes per l'adopció de tres directives energètiques de la UE.

## Resultats electorals
| Any  | Vots    | Vots | Vots  | Escons   | Escons | Govern             | Pos. |
| Any  | #       | %    | ± pp  | #        | ±      | Govern             | Pos. |
| ---- | ------- | ---- | ----- | -------- | ------ | ------------------ | ---- |
| 1921 | 118,657 | 13.1 | 8.4   | 17 / 150 | 14     | Oposició           | 4t   |
| 1924 | 131,706 | 13.5 | 0.4   | 22 / 150 | 5      | Oposició           | = 4t |
| 1927 | 149,026 | 14.9 | 1.5   | 26 / 150 | 4      | Oposició           | = 4t |
| 1930 | 190,220 | 15.9 | 1.0   | 25 / 150 | 1      | Oposició (1930-31) | = 4t |
| 1930 | 190,220 | 15.9 | 1.0   | 25 / 150 | 1      | Minoria (1931-33)  | = 4t |
| 1933 | 173,634 | 13.9 | 2.0   | 23 / 150 | 2      | Oposició           | = 4t |
| 1936 | 168,038 | 11.5 | 2.4   | 18 / 150 | 5      | Suport extern      | = 4t |
| 1945 | 119,362 | 8.0  | 3.5   | 10 / 150 | 8      | Oposició           | 5è   |
| 1949 | 85,418  | 7.9  | 0.1   | 12 / 150 | 2      | Oposició           | 4t   |
| 1953 | 157,018 | 9.0  | 1.1   | 14 / 150 | 2      | Oposició           | 5è   |
| 1957 | 154,761 | 9.3  | 0.3   | 15 / 150 | 1      | Oposició           | 4t   |
| 1961 | 125,643 | 9.3  | = 0.0 | 16 / 150 | 1      | Oposició           | 3r   |
| 1965 | 191,702 | 9.9  | 0.6   | 18 / 150 | 2      | Coalició           | 4t   |
| 1969 | 194,128 | 10.5 | 0.6   | 20 / 150 | 2      | Coalició (1969–71) | 3r   |
| 1969 | 194,128 | 10.5 | 0.6   | 20 / 150 | 2      | Oposició (1971-73) | 3r   |
| 1973 | 146,312 | 11.0 | 0.5   | 21 / 155 | 1      | Oposició           | = 3r |
| 1977 | 184,087 | 8.6  | 2.4   | 12 / 155 | 9      | Oposició           | 4t   |
| 1981 | 103,753 | 6.7  | 1.9   | 11 / 155 | 1      | Oposició (1981–83) | = 4t |
| 1981 | 103,753 | 6.7  | 1.9   | 11 / 155 | 1      | Coalició (1983-85) | = 4t |
| 1985 | 171,770 | 6.6  | 0.1   | 12 / 157 | 1      | Coalició (1985-86) | = 4t |
| 1985 | 171,770 | 6.6  | 0.1   | 12 / 157 | 1      | Oposició (1986-89) | = 4t |
| 1989 | 171,269 | 6.5  | 0.1   | 11 / 165 | 1      | Coalició           | 6è   |
| 1993 | 412,187 | 16.7 | 10.2  | 32 / 165 | 21     | Oposició           | 2n   |
| 1997 | 204,824 | 7.9  | 8.8   | 11 / 165 | 21     | Coalició           | 5è   |
| 2001 | 140,287 | 5.6  | 2.3   | 10 / 165 | 1      | Oposició           | 6è   |
| 2005 | 171,063 | 6.5  | 0.9   | 11 / 169 | 1      | Coalició           | = 6è |
| 2009 | 165,006 | 6.2  | 0.3   | 11 / 169 | =      | Coalició           | 5è   |
| 2013 | 155,357 | 5.5  | 0.7   | 10 / 169 | 1      | Oposició           | = 5è |
| 2017 | 301,348 | 10.3 | 4.9   | 19 / 169 | 9      | Oposició           | 4t   |
| 2021 | 402,481 | 13.6 | 3.3   | 28 / 169 | 9      | Coalició           | 3r   |

## Líders del partit
- Johan E. Mellbye 1920–1921
- Kristoffer Høgset 1921–1927
- Erik Enge 1927–1930
- Jens Hundseid 1930–1938
- Nils Trædal 1938–1948
- Einar Frogner 1948–1954
- Per Borten 1955–1967
- John Austrheim 1967–1973
- Dagfinn Vårvik 1973–1977
- Gunnar Stålsett 1977–1979
- Johan J. Jakobsen 1979–1991
- Anne Enger Lahnstein 1991–1999
- Odd Roger Enoksen 1999–2003
- Åslaug Haga 2003–2008
- Lars Peder Brekk (provisional) 2008–2008
- Liv Signe Navarsete 2008–